# Xanthophyllum
Espèce
Classification APG IV (2016)
Xanthophyllum est un genre de plantes à fleurs de la famille des Polygalaceae. Le nom générique vient du grec signifiant « feuille jaune », en référence à la manière dont les feuilles sont souvent jaunes quand elles sont sèches. 
Xanthophyllum est décrit par William Roxburgh

## Liste d'espèces
Le genre comporte les espèces suivantes,, :
- Xanthophyllum adenotus Miq. 
  - var. arsatii (C.E.C.Fisch.) W.J.de Wilde & Duyfjes
- Xanthophyllum arnottianum Wight
- Xanthophyllum beccarianum Chodat
- Xanthophyllum bicolor W.J.de Wilde & Duyfjes
- Xanthophyllum borneense Miq.
- Xanthophyllum brachystachyum W.J.de Wilde & Duyfjes
- Xanthophyllum brevipes Meijden
- Xanthophyllum bullatum King
- Xanthophyllum ceraceifolium Meijden
- Xanthophyllum clovis (Steenis ex Meijden) Meijden
- Xanthophyllum contractum Meijden
- Xanthophyllum crassum W.J.de Wilde & Duyfjes
- Xanthophyllum discolor Chodat
- Xanthophyllum ecarinatum Chodat
- Xanthophyllum ellipticum Korth. ex Miq.
- Xanthophyllum ferrugineum Meijden
- Xanthophyllum flavescens Roxb.
- Xanthophyllum fragrans C.T.White
- Xanthophyllum hainanense Hu
- Xanthophyllum havilandii Chodat
- Xanthophyllum heterophyllum Meijden
- Xanthophyllum impressum Meijden
- Xanthophyllum inflatum W.J.de Wilde & Duyfjes
- Xanthophyllum ionanthum W.J.de Wilde & Duyfjes
- Xanthophyllum korthalsianum Miq.
- Xanthophyllum lineare (Meijden) W.J.de Wilde & Duyfjes
- Xanthophyllum longum W.J.de Wilde & Duyfjes
- Xanthophyllum macrophyllum Baker
- Xanthophyllum montanum Meijden
- Xanthophyllum monticolum Meijden
- Xanthophyllum neglectum Meijden
- Xanthophyllum nigricans Meijden
- Xanthophyllum nitidum W.J.de Wilde & Duyfjes
- Xanthophyllum obscurum A.W.Benn.
- Xanthophyllum octandrum (F.Muell.) Domin
- Xanthophyllum oliganthum C.Y. Wu
- Xanthophyllum ovatifolium Chodat
- Xanthophyllum pachycarpon W.J.de Wilde & Duyfjes
- Xanthophyllum parvifolium Meijden
- Xanthophyllum pauciflorum Meijden
- Xanthophyllum pedicellatum Meijden
- Xanthophyllum penibukanense Heine
- Xanthophyllum petiolatum Meijden
- Xanthophyllum pseudoadenotus Meijden
- Xanthophyllum pubescens Meijden
- Xanthophyllum pulchrum King
- Xanthophyllum purpureum Ridl.
- Xanthophyllum ramiflorum Meijden
- Xanthophyllum rectum W.J.de Wilde & Duyfjes
- Xanthophyllum reflexum Meijden
- Xanthophyllum resupinatum Meijden
- Xanthophyllum reticulatum Chodat
- Xanthophyllum rheophilum W.J.de Wilde & Duyfjes
- Xanthophyllum rufum A.W.Benn.
- Xanthophyllum schizocarpon Chodat
- Xanthophyllum stipitatum A.W.Benn.
- Xanthophyllum subcoriaceum (Chodat) Meijden
- Xanthophyllum sulphureum King
- Xanthophyllum tardicrescens Meijden
- Xanthophyllum tenue Chodat
- Xanthophyllum trichocladum Chodat
- Xanthophyllum velutinum Chodat
- Xanthophyllum virens Roxb.
- Xanthophyllum vitellinum (Blume) D.Dietr.
- Xanthophyllum yunnanense C.Y. Wu